# Староселье (Черкасская область)
Старосе́лье (укр. Старосілля) — село в Городищенском районе Черкасской области Украины. Находится на реке Ольшанка (приток Днепра).
Население по переписи 2001 года составляло 2587 человек. Население в 2018 году составляло 2035 человек. Почтовый индекс — 19510. Телефонный код — 4734.

## История
Староселье — старое поселение времен Киевской Руси, где остатки городища свидетельствуют, что на территории современного села люди жилы еще в X ст., а археологические находки доказывают, что люди проживали здесь значительно раньше. Занимая приграничное положение, местность в числе первых испытывала опустошительные нападения татаро-монгольских орд.
В конце XIV ст. используя послабление Золотой орды, на земли вторглись литовские феодалы. Село Староселье в 1494 г. вместе с другими населенными пунктами было «пожаловано» черкасскому наместнику Климу Александровичу, а потом длительное время принадлежало графам Моравским и польским магнатам Конецпольським. Спустя некоторое время Староселье перешло к магнату Любомирскому. Во второй половине XVIII ст. по приказу Любомирского крепостными Староселья и других окружающих сел от Крутой горы, что на окраине села, к урочищу Староборье которое находится возле села Яснозерье через непроходимое болото был построен деревянный мост длиной один километр. В народе этот мост называется Калиновый, поскольку возле него росло много калины.
Поработители грабили село и старались силой предрасположить село к католической вере. В селе бытует такая легенда, которая во время Колиивщины знатный польский воевода, убегая от разгневанных крестьян Калиновым мостом, потерял в болоте золотой шлем, который до этого времени не найденный. Народ кипел гневом, ненавидел поработителей, поэтому в 1768 г. на Правобережной Украине взорвалось восстание, которое известное под названием Колиивщина.
В конце XVIII ст. Староселья вместе с другими населенными пунктами было передано князю Потемкину в обмен на охотничьи угодья. После его смерти, огромные имения разделены между племянниками, и Староселья отошло к графине Енгельгардт — жене гетмана польских войск Савелия Браницкого. После смерти Браницкого, его жена вышла замуж за графа Воронцова, который стал владельцем Мошно-Городищенского имения, куда входило Староселья. За существования Воронцовых, в середине XIX ст. в долине рек Ольшанки и Роси было проведено большие осушительные работы, в том числе и на территории села. Руками крепостных вскопан главный канал, который и ныне называют «канава» от Староселья к Днепру длиной 20 км.
В 1861 г. после отмены крепостного права в селе была открытая первая церковноприходская школа. В 1866 г. Староселья стало волостным центром, в состав которого входили села Байбузы, Белозерья (теперь Яснозерье).

## Социальная структура
Социальная структура села состоит из общеобразовательной школы и детского учебного заведения «Березка». Кроме того, на территории села находится участковая больница, которая имеет амбулаторию и стационарное отделение. Работает Дом Культуры в котором действует танцевальный и эстрадный кружки. Также работают сельская библиотека и Музей истории села.
На территории села действуют отечественные инвесторы: ООО «Приват» и «Агро Черкассы», которые занимаются возделыванием сахарного быряка и ранних зерновых. ООО «Черкасская Птицефабрика», то выращивает мясо птицы. Предпринимательскую деятельность в селе ведут более 20 лиц, которые предоставляют широкий спектр услуг и занимаются производственной деятельностью.

## Местный совет
19510, Черкасская обл., Городищенский р-н, с. Староселье, ул. Ленина, 4.